# CUAVES
CUAVES is een afkorting van de naam "La Comunidad Urbana Autogestionaria de Villa El Salvador". Dit is de naam voor wijkcomités in het district Villa El Salvador in de Peruaanse provincie Lima. In 1973, twee jaar na de verhuizing - in verband met het conflict met de junta - naar een grote zandvlakte vlak bij Lima, vormden zich wijkcomités onder deze naam. Deze wijkcomités doen veel aan de ontwikkeling van hun eigen wijk.